# Bolibourgeoisie
La bolibourgeoisie ou boli-bourgeoisie (boliburguesía en espagnol) est une expression politique utilisée par les observateurs et commentateurs de la vie politique du Venezuela pour désigner les nouveaux riches vénézuéliens (bolichicos ou boliburgueses) favorables à la révolution bolivarienne initiée par Hugo Chávez.

## Présentation
Depuis l'accession au pouvoir d'Hugo Chávez, une nouvelle élite remplace dans les universités américaines les enfants de la bourgeoisie traditionnelle du pays, ce sont les bolibourgeois, contraction de bourgeois bolivariens.
Selon Laurence Debray, la « bolibourgeoisie chaviste » a détourné, à des fins personnelles, 850 milliards de dollars des revenus pétroliers, ainsi une des filles d'Hugo Chavez, María Gabriela Chávez, est devenue en quelques années la femme la plus riche du pays.
L'homme d'affaires Alejandro Betancourt, accusé de corruption à plusieurs reprises, est qualifié par plusieurs sources de paradigme du « bolibourgeois »,.